# Rosenbach/Vogtl.
Rosenbach/Vogtl. is een gemeente met 4.111 inwoners in de Duitse deelstaat Saksen, gelegen in het district Vogtlandkreis. Bestuurscentrum is Mehltheuer. De fusiegemeente, die sinds 1 januari 2011 bestaat en waarin Mehltheuer, Leubnitz en Syrau opgingen, is genoemd naar de Rosenbach, een zijrivier van de Witte Elster.
Voorloper van de gemeente was het Verwaltungsverband Rosenbach, een van de ooit drie Verwaltungsverbänden in het Vogtlandkreis, dat op 28 november 1991 werd opgericht.

## Indeling gemeente
Dee gemeente bestaat uit drie Ortschaften:
- Leubnitz (met de Ortsteile Demeusel, Leubnitz, Rößnitz, Rodau en Schneckengrün),
- Mehltheuer (met de Ortsteile Drochaus, Fasendorf, Mehltheuer, Oberpirk, Schönberg en Unterpirk)
- Syrau (met de Ortsteile Fröbersgrün en Syrau).

Adorf ·
Auerbach ·
Bad Brambach ·
Bad Elster ·
Bergen ·
Bösenbrunn ·
Eichigt ·
Ellefeld ·
Elsterberg ·
Falkenstein ·
Grünbach ·
Heinsdorfergrund ·
Klingenthal ·
Lengenfeld ·
Limbach ·
Markneukirchen ·
Mühlental ·
Mühltroff ·
Muldenhammer ·
Netzschkau ·
Neuensalz ·
Neumark ·
Neustadt/Vogtl. ·
Oelsnitz ·
Pausa-Mühltroff ·
Plauen ·
Pöhl ·
Reichenbach im Vogtland ·
Rodewisch ·
Rosenbach/Vogtl. ·
Schöneck/Vogtl. ·
Steinberg ·
Theuma ·
Tirpersdorf ·
Treuen ·
Triebel/Vogtl. ·
Weischlitz ·
Werda ·
Zwota